# Chlorophorus fraternus
Chlorophorus fraternus là một loài bọ cánh cứng trong họ Cerambycidae.